# Connect - Occhio per occhio
Connect - Occhio per occhio (커넥트?, KeonekteuLR) è una miniserie televisiva del 2022, scritta e diretta da Takashi Miike.
La fiction è tratta dall'omonimo webtoon di Shin Dae-sung.

## Trama
Ha Dong-soo, aspirante musicista, viene rapito improvvisamente da alcuni trafficanti. Rinvenuto, il ragazzo si risveglia senza un occhio. L'organo si scopre essere impiantato nel corpo di un serial killer.

## Personaggi ed interpreti
- Ha Dong-soo, interpretato da Jung Hae-in.
Introverso musicista, da quando gli è stato prelevato l'occhio ha il potere di essere in contatto con la mente criminale di Oh Jin-seop.
- Oh Jin-seop, interpretato da Go Kyung-pyo.
Assassino seriale, ottiene dall'associazione malavitosa Connect l'occhio di Ha Dong-soo. È solito usare i corpi delle vittime come parti integranti delle sue opere artistiche.

## Produzione
Le riprese sono iniziate a gennaio 2022 e terminate a marzo dello stesso anno.

## Accoglienza
Il portale Taxidrivers recensisce positivamente la fiction, commentandola come "una miniseria assoluta".
La rivista Wired la considera "una delle migliori produzioni seriali dell'anno".
Il Cinematografo ritiene "Connect al 100% una creatura di Takashi Miike, anticonformista non solo nella messa in scena, ma anche nella narrazione".